# Weinmannia louveliana
Weinmannia louveliana är en tvåhjärtbladig växtart som beskrevs av Luciano Bernardi. Weinmannia louveliana ingår i släktet Weinmannia och familjen Cunoniaceae. Inga underarter finns listade i Catalogue of Life.